# Hagondange
Hagondange là một xã trong vùng Grand Est, thuộc tỉnh Moselle, quận Metz-Campagne, tổng Maizières-lès-Metz. Tọa độ địa lý của xã là 49° 14' vĩ độ bắc, 06° 08' kinh độ đông. Xã nằm khoảng 13 km về phía nam của Thionville.